# Canal (métro de Madrid)
Pour les articles homonymes, voir Canal.
Canal est une station des lignes 2 et 7 du métro de Madrid en Espagne. Elle est située sous l'intersection entre les rues Bravo Murillo, Cea Bermudez et José Abascal, dans l'arrondissement de Chamberí.

## Situation sur le réseau

Plan du réseau.

Établie en souterrain, Canal est une station de correspondance entre les lignes 2 et 7. Elle dispose de deux sous-stations :
Canal L2, est une station de passage de la ligne 2, située entre le terminus Cuatro Caminos, et Quevedo, en direction de Las Rosas. Elle dispose des deux voies de la ligne encadrées par deux quais latéraux.
Canal L7, est une station de passage de la ligne 7, située entre Islas Filipinas, en direction de Pitis, et Alonso Cano, en direction d'Hospital del Henares.

## Histoire
La station est mise en service le 16 octobre 1998. Sur la ligne 2, c'est une nouvelle station ajoutée sur une ligne existante, sur la ligne 7, qui est prolongée depuis Gregorio Marañón, c'est le nouveau terminus. La station est construite en tranchée ouverte, les deux lignes se croisant à angle droit, les deux sous stations sont situées l'une au-dessus de l'autre. Elle est nommée en référence à sa proximité avec le siège de l'entreprise publique d'adduction d'eau Canal de Isabel II..
Elle devient une station de passage de la ligne 7 le 12 février 1999, lors d'ouverture d'un prolongement jusqu'au nouveau terminus Valdezarza.

## Services aux voyageurs

### Accès et accueil
La station possède deux accès équipés d'escaliers et d'escaliers mécaniques, ainsi qu'un troisième direct depuis l'extérieur par ascenseur. C'est une station accessible aux personnes à la mobilité réduite. Elle est située en zone tarifaire A,.

Installations
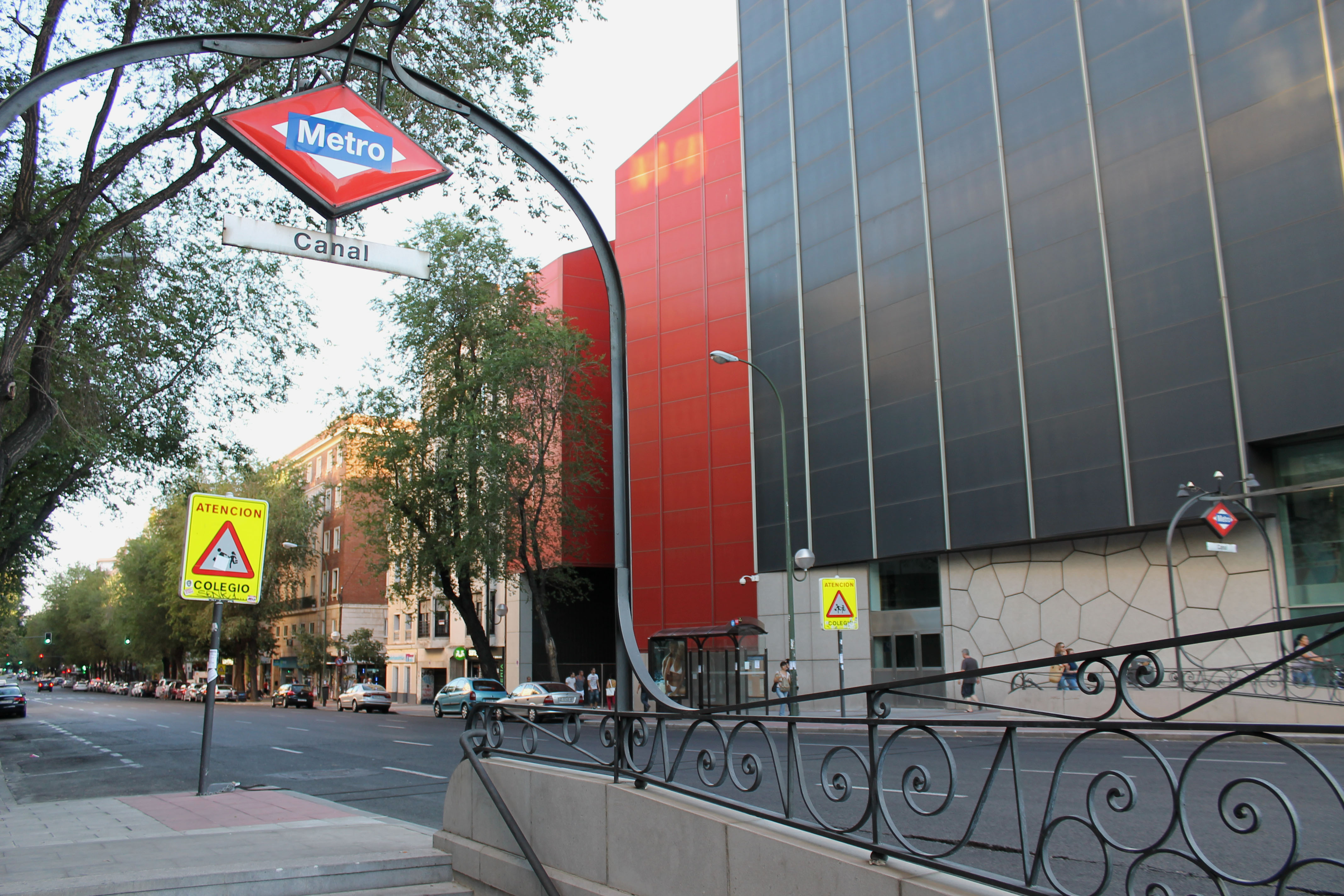
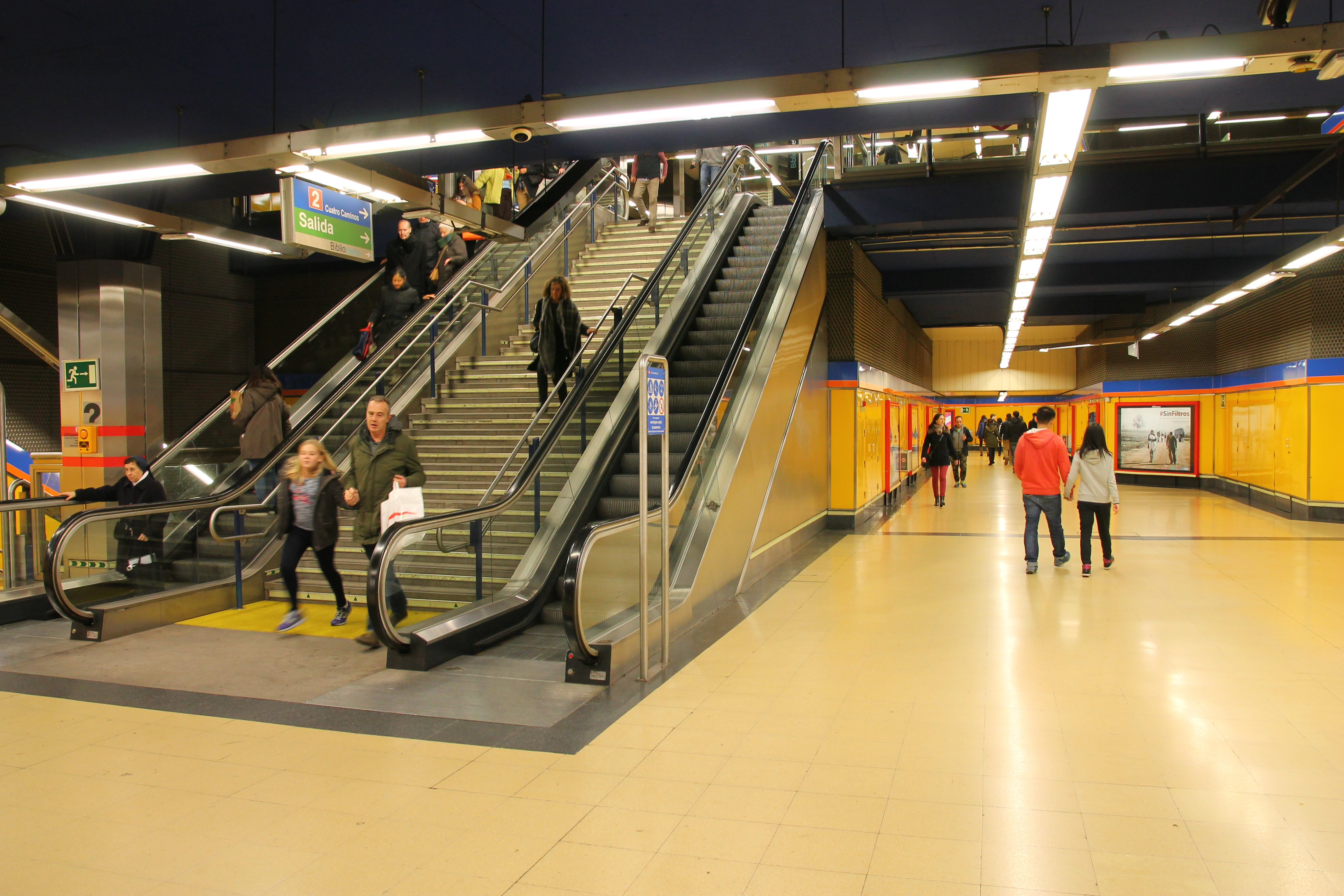

### Desserte

#### Canal L2
La station est desservie par les rames de la ligne 2 du métro de Madrid.

Installations et desserte
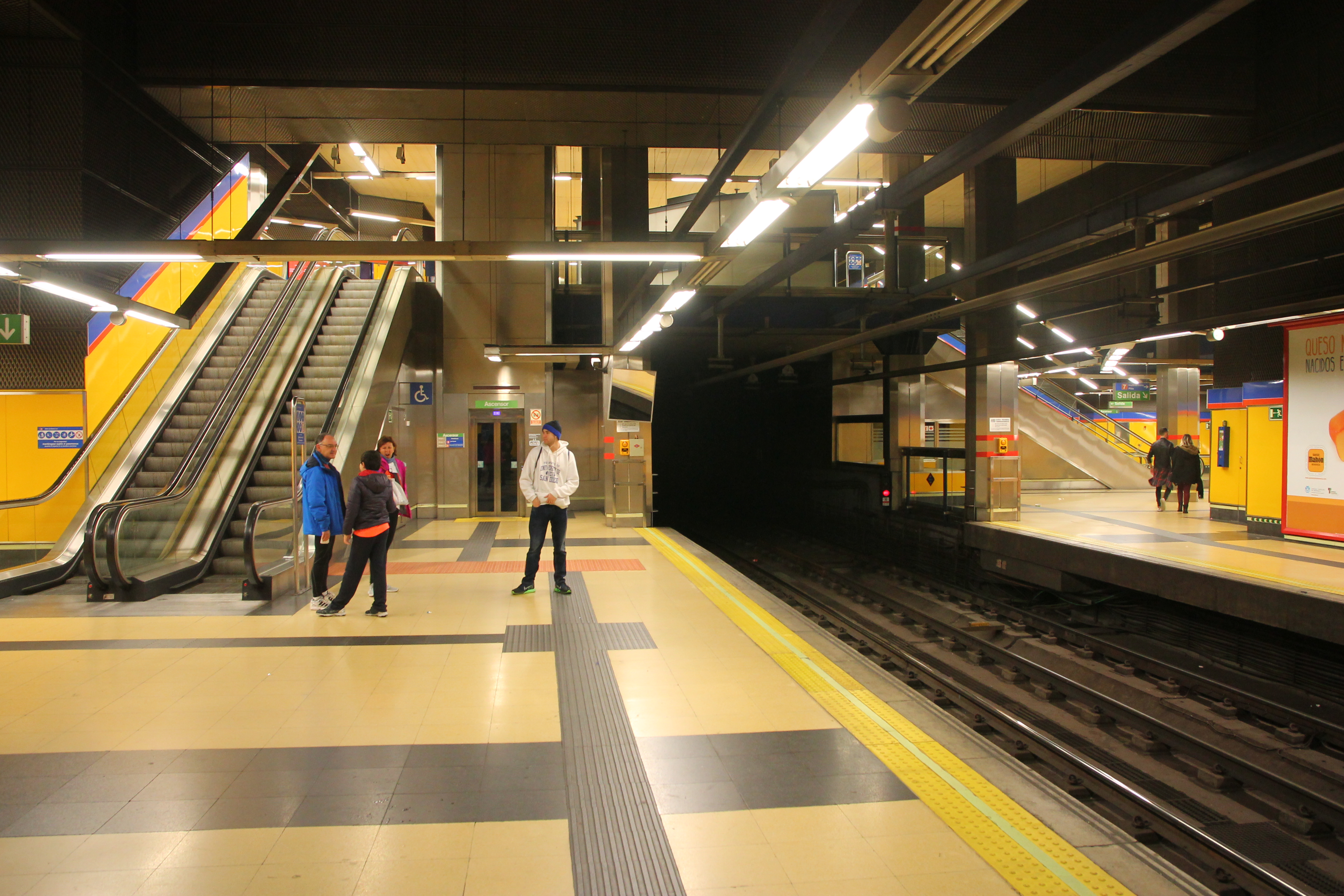
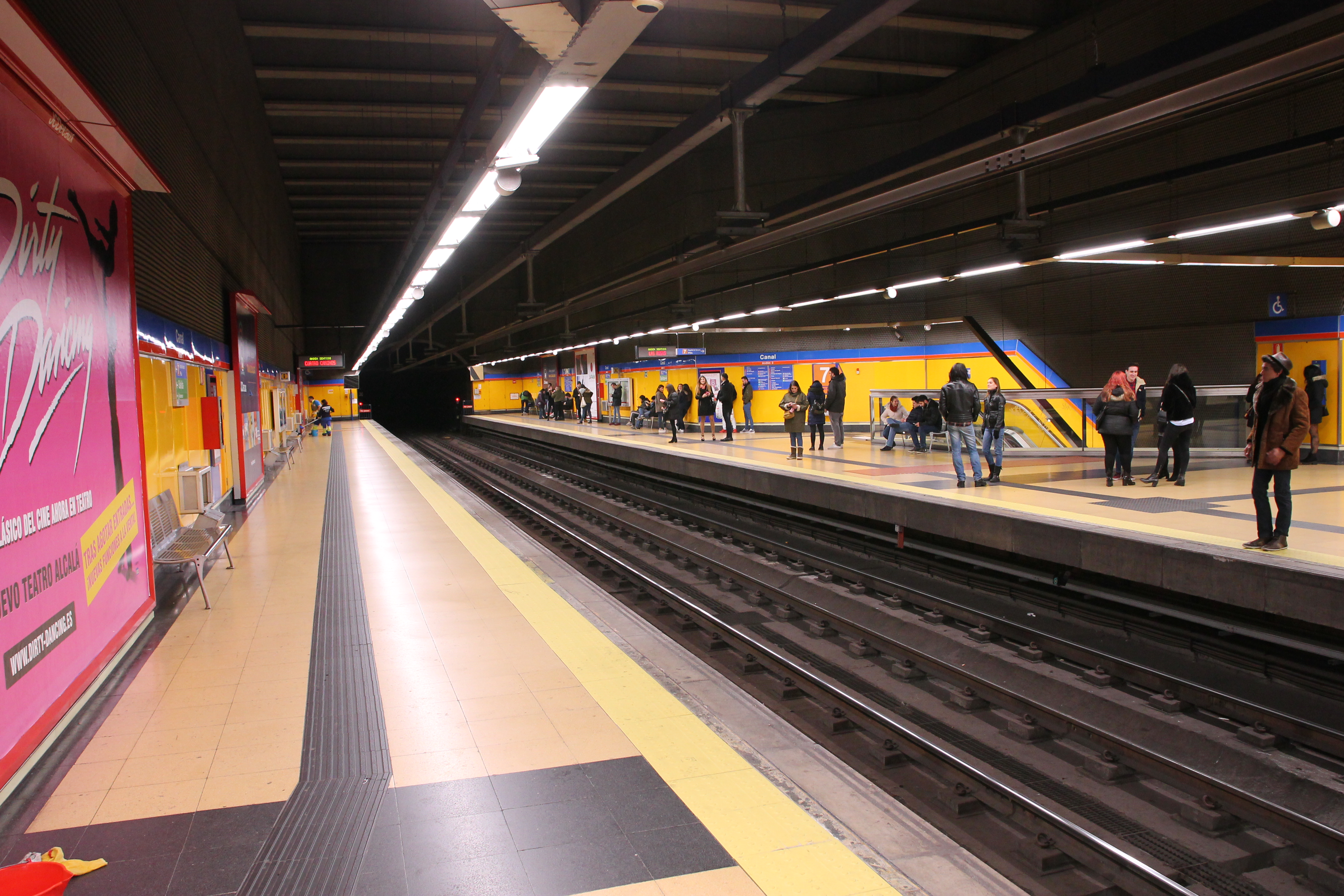
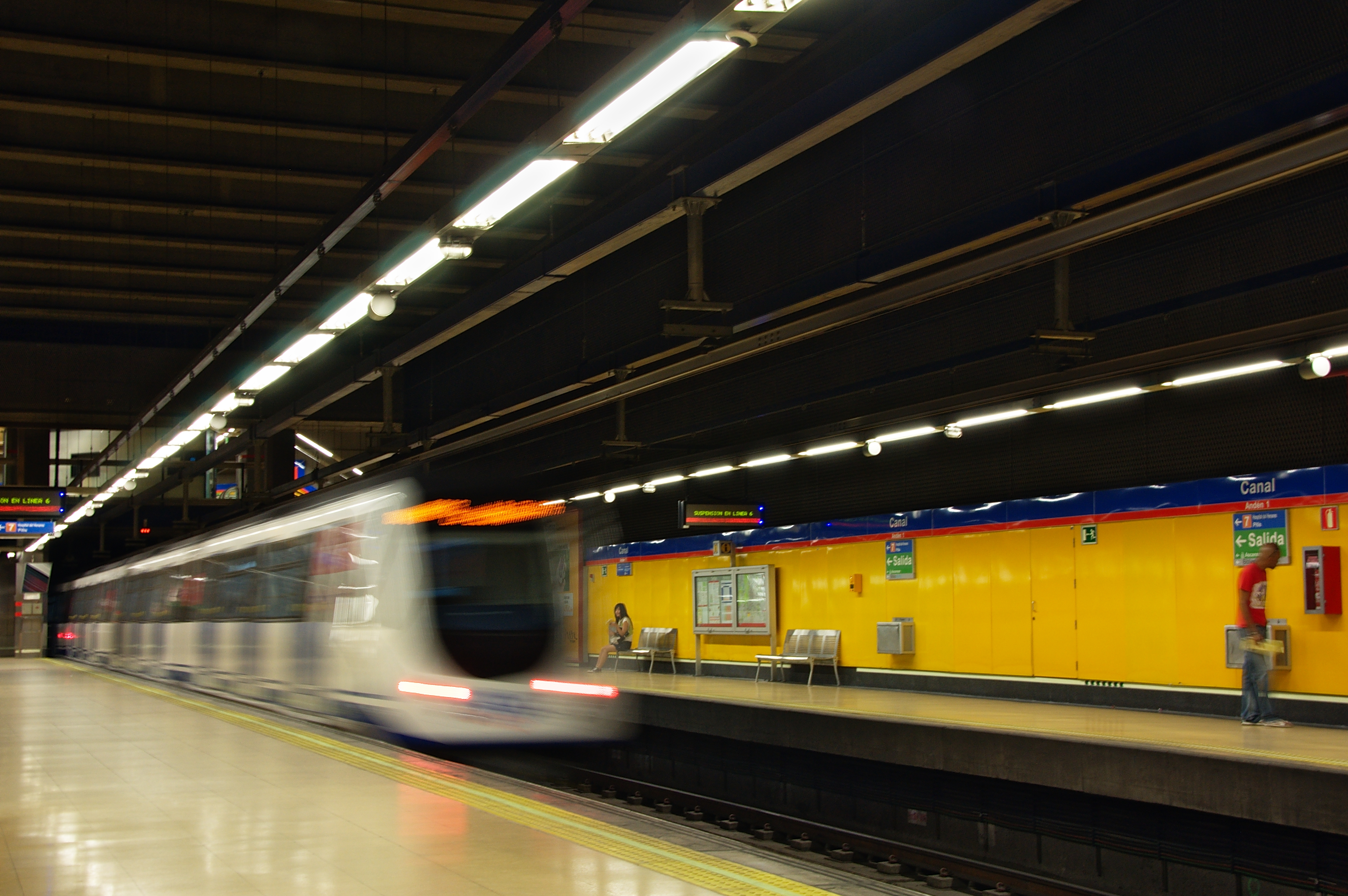

#### Canal L7
La station est desservie par les rames de la ligne 7 du métro de Madrid.

Installations et desserte
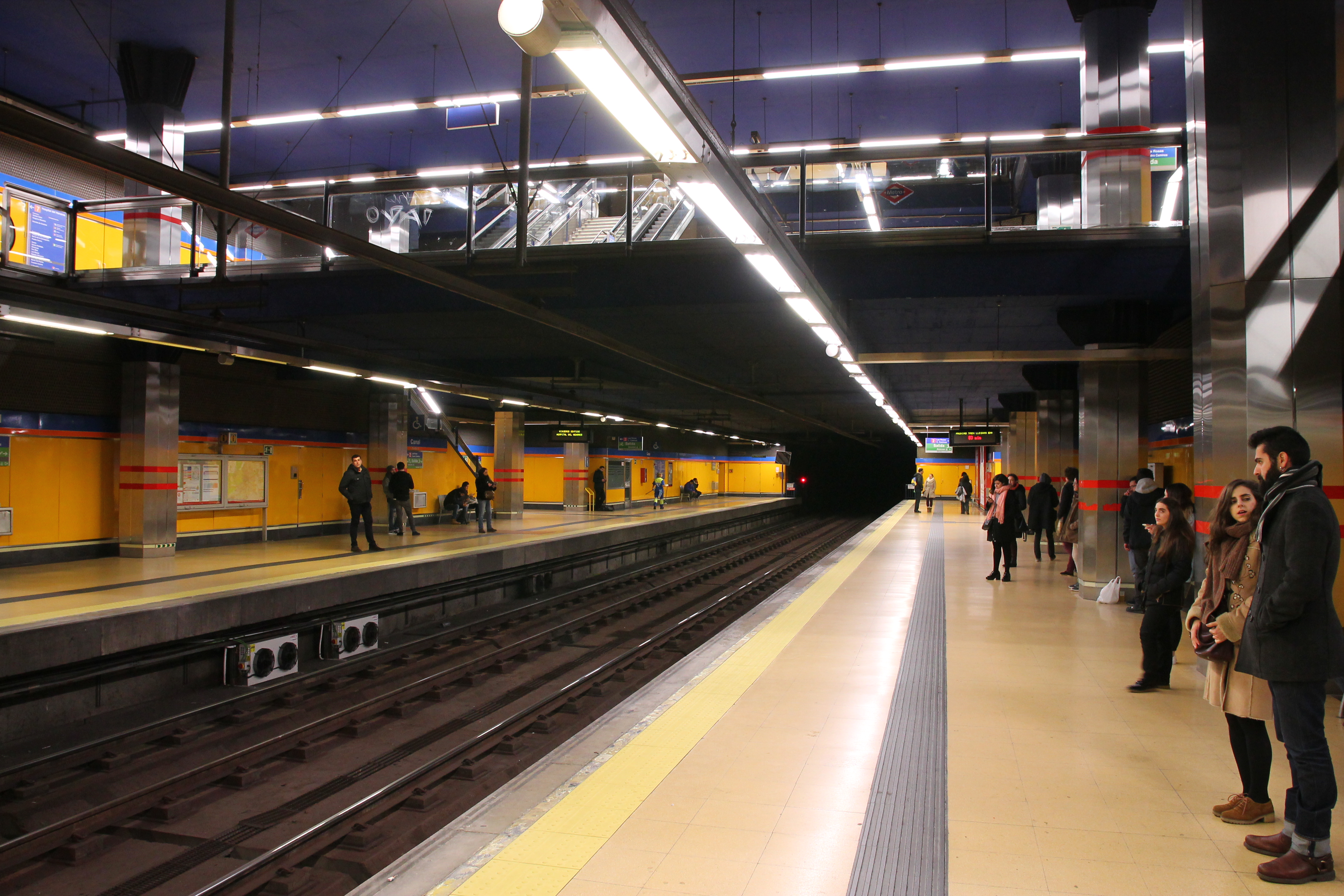
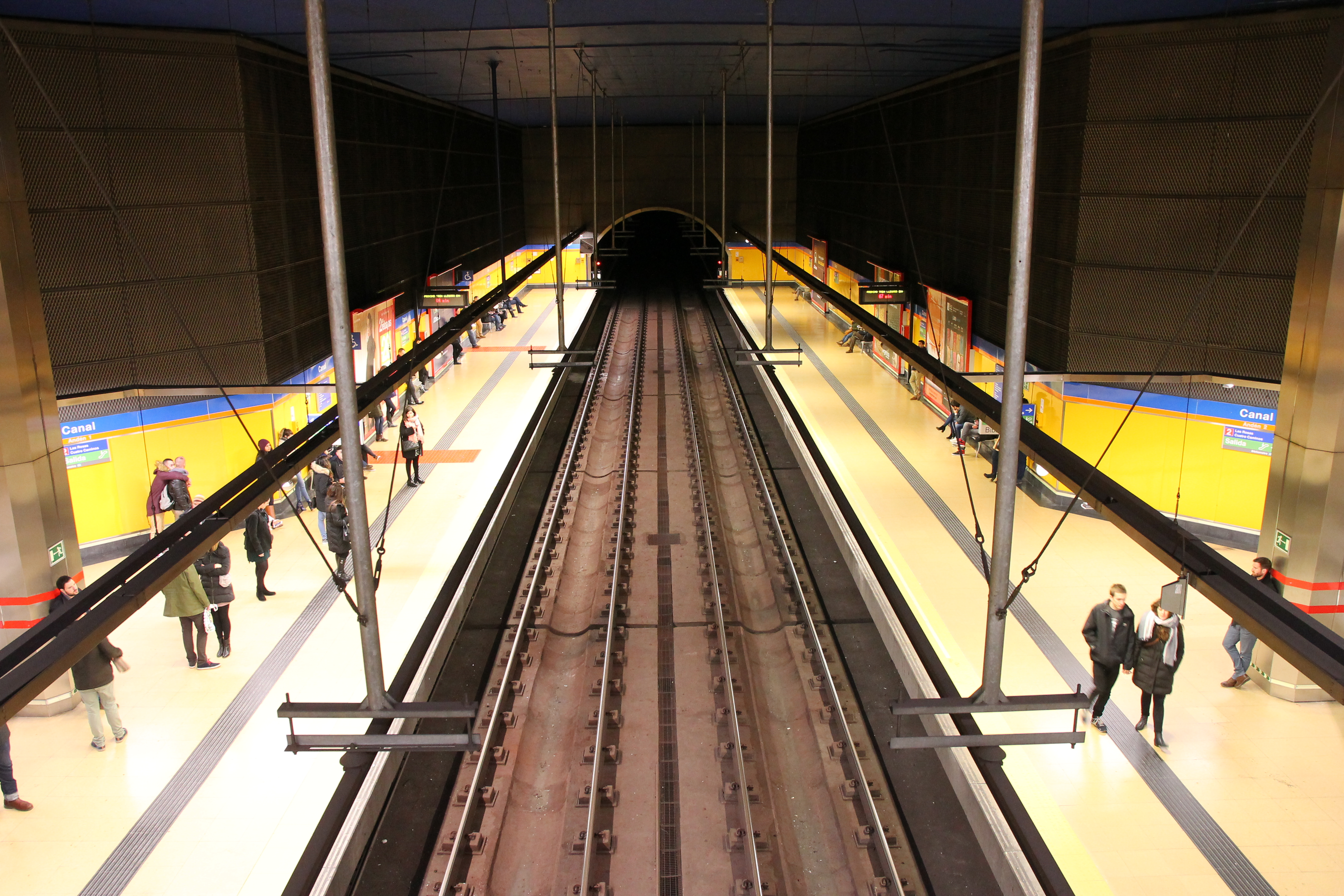
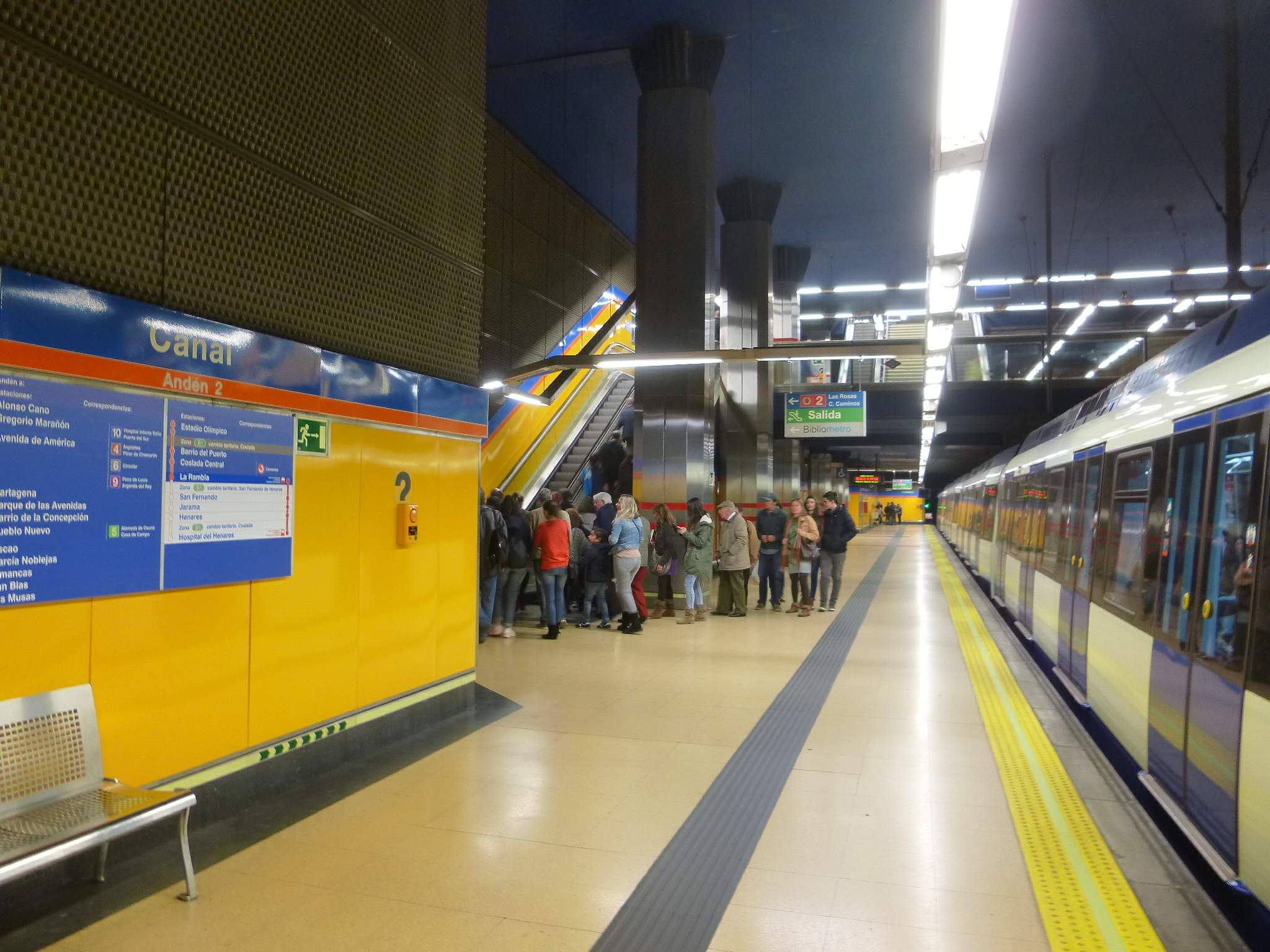

### Intermodalité
Elle est en correspondance avec les lignes 3, 12, 37 et 149 et N23 du réseau EMT.

## À proximité
- Université complutense de Madrid
- Université polytechnique de Madrid
- Musée Sorolla
- Musée du romantisme (Madrid)